# Hirtodrosophila hirtominuta
Hirtodrosophila hirtominuta är en tvåvingeart som först beskrevs av Bachli 1974.  Hirtodrosophila hirtominuta ingår i släktet Hirtodrosophila och familjen daggflugor. Inga underarter finns listade i Catalogue of Life.